# Myriophyte
Myriophyte, en latin Myriophytus en grec Μυριόφυτος, en italien Miriofido, est une ville antique de la province de Thrace de l'Empire romain, située actuellement dans la province Turque de Thrace orientale.
Myriophyte est la capitale d'un évêché du même nom faisant partie du patriarcat œcuménique de Constantinople.

## Dans l'église catholique
Le titre épiscopal in partibus (Dioecesis Myriophytensis), faisant partie de la province ecclésiastique d'Héraclée Sintice (Heraclea Sintice, Heraclea Sintica ou Heraclea ex Sintis) a été créé dans l'église catholique romaine au XVIIIe siècle et supprimé en 1932.

### Liste des évêques
- 2 septembre 1715 - 17 décembre 1742 : Johannes Müllener, vicaire apostolique de Sétchouan
- 2 décembre 1748 - 2 septembre 1790 : Johann Nikolaus von Hontheim, évêque auxiliaire de Trèves
- 24 avril 1845 - 21 avril 1847 : Juan Francisco del Rosario Manfredo y Ballestas, évêque coadjuteur de Panama
- 15 mars 1852 - 4 septembre 1857 : Paolo Maria Mondìo (it), prélat de Sainte-Lucie-del-Mela
- 24 mai 1859-24 décembre 1864 : Charles Hyacinth Valerga (de), vicaire apostolique de Quilon (en)
- 11 mai 1866 - 7 octobre 1884 : Bernard Petitjean, vicaire apostolique du Japon
- 16 janvier 1885 - 13 avril 1899 : Jean-Baptiste-Hippolyte Sarthou (no), vicaire apostolique de Chi-Li du Sud-Ouest (de)
- Mars 1919 - 28 juin 1921 : Félix Couturier,	évêque auxiliaire en Égypte
- 13 mars 1922 - 15 mars 1932 : Arnold Verstraelen (de), vicaire apostolique des îles de la Petite Sonde